# Comme un rat
Comme un rat est le quatorzième épisode du feuilleton télévisé Prison Break. 

## Résumé
L'épisode reprend sur la même scène que l'épisode précédent. La tentative d'évasion a échoué, mais ils parviennent à regagner le bloc sans s'être fait prendre. Jour suivant : l'exécution est prévue pour le soir même (en fait le lendemain 00:01). Veronica et Nick obtiennent une audience et font leur demande de report, mais sans les preuves (Kellerman a descendu Hale, mais Veronica a eu le temps d'apprendre que Steadman est vivant). Scofield parvient à mettre en place deux autres plans de secours : d'une part il veut que Sara parle aux avocats de Burrows, qui parviendront à la convaincre de son innocence pour qu'elle en parle à son père le gouverneur. D'autre part, il parvient à saboter la chaise électrique, ce qui est censé provoquer un sursis de trois semaines étant donné la complexité des procédures d'exécution. Bellick ayant des doutes, il découvre le sabotage en demandant un dernier test. Il parvient à convaincre l'électricien de réparer discrètement, et en toute illégalité, le dispositif. Un dernier test concluant, en occasionnant des perturbations électriques dans toute la prison, montre à Michael qu'il a échoué dans son sabotage. L'épisode se termine lorsque Burrows s'apprête à s'asseoir sur la chaise.

## Informations complémentaires

### Chronologie
- Les évènements de cet épisode se déroulent la nuit du mardi 9 mai et toute la journée du 10 mai. Il est précisé dans cet épisode que l'exécution de Lincoln doit se dérouler le 11 mai à 00h01. De plus, Bellick se rend au bar Sharkey's car le mardi c'est happy hour (« It's two-for Tuesday. »).

### Culture

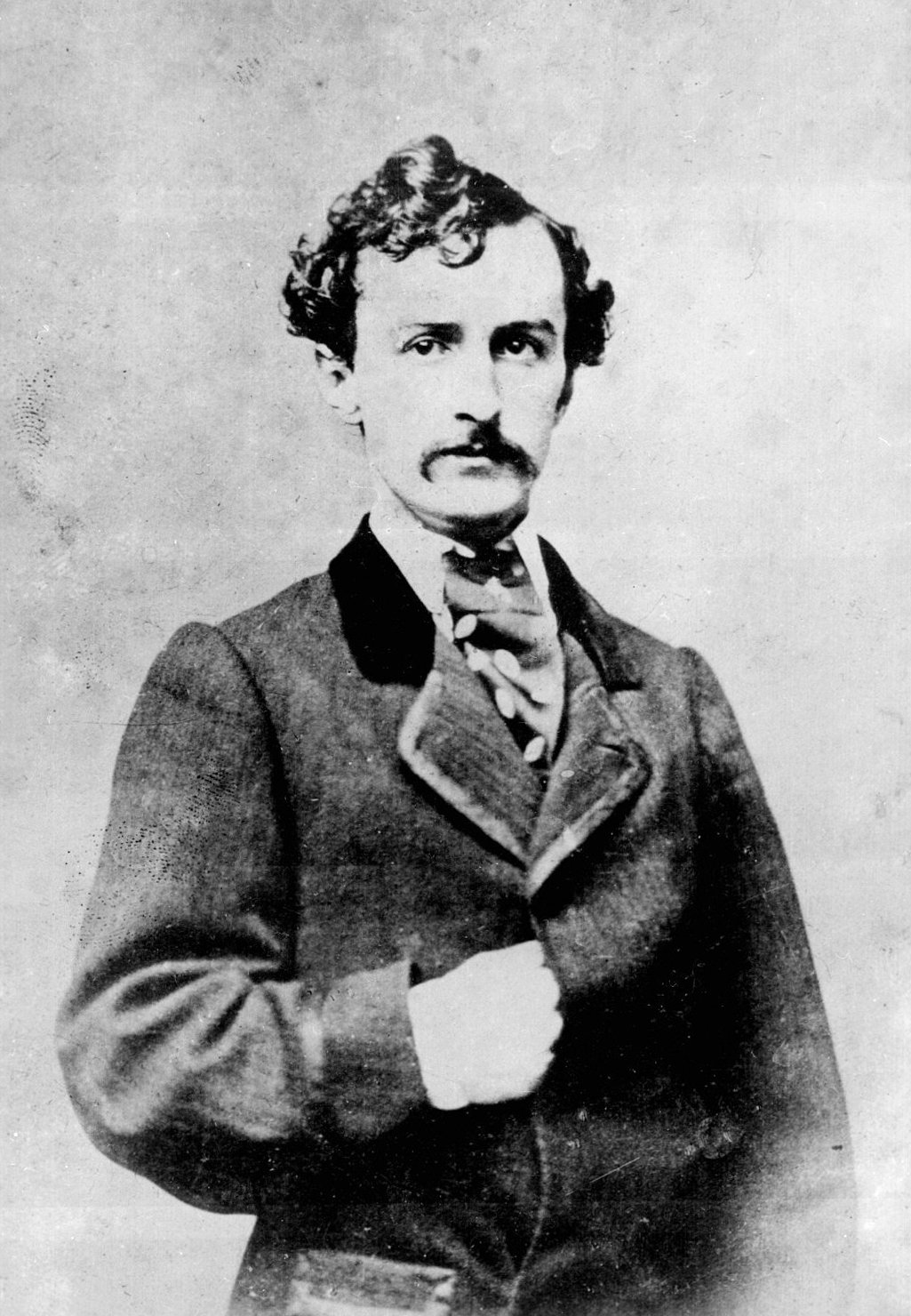
John Wilkes Booth

- Lincoln explique à Michael et Veronica qu'il est écœuré d'entrer dans l'histoire au même titre que Lee Harvey Oswald et John Wilkes Booth. Il choisit ces exemples car il est accusé du meurtre du frère de la vice-présidente des États-Unis. Or, Lee Harvey Oswald est l'assassin présumé du Président John Kennedy, tandis que John Wilkes Booth est celui du Président Abraham Lincoln. Ces deux personnalités seront de nouveau évoquées par l'agent Mahone dans la deuxième saison[1].

- Une journaliste explique que Lincoln sera la 13e personne à être exécutée dans l'Illinois depuis 1976. De 1967 à 1976, la peine de mort a été suspendue aux États-Unis par une décision de la Cour suprême qui l'a déclarée « cruelle et inhumaine ». Néanmoins, en 1976 la Cour a effectué un revirement de jurisprudence et a de nouveau autorisé les États à réintroduire la peine capitale. Depuis cette date, 12 personnes ont été exécutées dans l'Illinois[2].

### Divers
- Le titre de l'épisode est polysémique, ce qui signifie qu'il comporte plusieurs sens. Ainsi, il fait référence aux 5 détenus (Michael, Sucre, C-Note, T-Bag et Westmoreland) qui ont échoué dans leur tentative d'évasion et qui se retrouvent coincés dans la pièce sous l'infirmerie, à Lincoln qui se retrouve piégé et qui se dirige inéluctablement vers la mort, au rat qu'utilise Michael pour saboter la chaise électrique, mais également à Tweener qui rapporte à Bellick la tentative de Michael. Un rat désigne en effet une "balance", un "mouchard".

## Accueil critique
Aux États-Unis, cet épisode a été suivi par 10,3 millions de téléspectateurs.